# A-Punk
«A-Punk» es un sencillo publicado el 28 de febrero de 2008 por el grupo de rock indie Vampire Weekend. Fue presentado en el programa Late Show with David Letterman y más tarde lo lanzaron en su propio canal por Internet. El video musical fue dirigido por Garth Jennings. En octubre de 2011, la revista NME lo colocó en el número 62 de su lista "150 mejores pistas de los últimos 15 años".

## Posicionamiento
| Listas (2008)                             | Mejor posición |
| ----------------------------------------- | -------------- |
| Estados Unidos (Bubbling Under Hot 100)   | 6              |
| Estados Unidos (Pop 100)                  | 91             |
| Estados Unidos (Modern Rock Tracks)       | 25             |
| Reino Unido (The Official Charts Company) | 55             |

## Video musical
El video musical fue dirigido por Garth Jennings, que Mark Richardson de Pitchfork proclama, transmite la "energía puntiaguda" de la canción, utilizando imágenes de la banda actuando como figuras aceleradas en stop-motion, simulando escenas invernales y submarinas durante la interpretación. A pesar del aceleramiento, la banda, "nunca pierden un ritmo ascendente". El video se estrenó mundialmente el 7 de enero de 2008 en el bloque de videos indie Subterranean de MTV2.

## Lista de canciones
1. «A-Punk».
2. «Oxford Comma» (versión de ensayo).

## Personal
Vampire Weekend
- Ezra Koenig
- Rostam Batmanglij
- Christopher Tomson
- Chris Baio

Producción
- Rostam Batmanglij

## Apariciones
La canción aparece en los videojuegos Lego Rock Band, Guitar Hero 5, Just Dance 2, SingStar Guitar, En la película de 2008 Step Brothers, y en los programas de televisión de Reino Unido The Inbetweeners y The Wrong Door. En 2013, La canción aparece en un episodio del documental chileno de Canal 13 Sueño XL